# Thalys

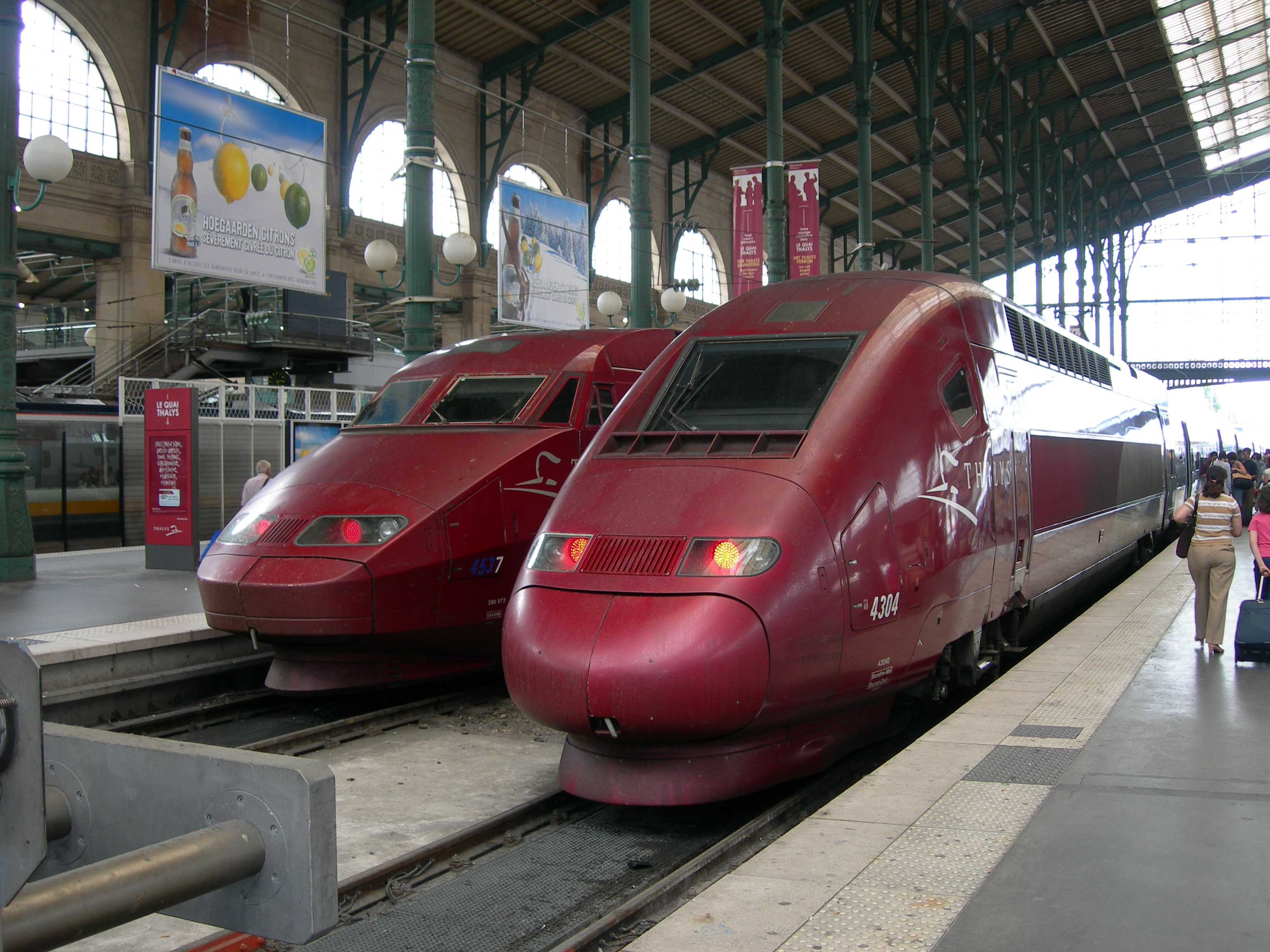
TGV Thalys PBA (vlevo) & PBKA v Paříži na Gare du Nord

TGV Thalys jsou vysokorychlostní vlaky, dva z typů TGV, které jsou nasazovány na
spojích mezi Paříží, Bruselem, Amsterdamem a Kolínem nad Rýnem a některými dalšími městy. Každá z těchto zemí má jinou napájecí soustavu. Tomu musí být vlaky přizpůsobeny. Provozovatelem je od roku 1987 společnost Thalys International se sídlem v Bruselu a vlastníky: 62 % SNCF, 28 % NMBS/SNCB a 10 % Deutsche Bahn.
Jednotky TGV Thalys jsou poháněny 8 střídavými motory s celkovým výkonem 8 800 kW; hmotnost jednotky 385 t (17t na nápravu); délka 200 m; maximální rychlost 300 km/h.
Vyrobeny byly dosud 2 verze:
- 9 souprav[2] TGV Thalys PBA (Paříž, Brusel, Amsterdam) - třísystémová jednotka (25 kV 50 Hz; 1,5 kV ss; 3 kV ss)
- 17 souprav[2] TGV Thalys PBKA (Paříž, Brusel, Kolín nad Rýnem, Amsterdam) - čtyřsystémová jednotka (25 kV 50 Hz; 1,5 kV ss; 3 kV ss a 15 kV 16,7 Hz)